# Belejovce
Belejovce jsou obec na Slovensku v okrese Svidník. Je to nejvýše položená obec v okrese. Žije zde 24 obyvatel.

## Symboly obce

### Znak
V modrém štítě na zelené pažitu nad vyrůstajícím zeleným trsem trávy stojící stříbrný býk ve zlaté zbroji.
Tento znak byl přijat usnesením zastupitelstva dne 4. března 2006, č. OZ – 2/2006 a je zapsán v heraldickém rejstříku Slovenské republiky pod signaturou B – 230/2006.
Heraldické ztvárněný obsah z obecní pečeti z 19. století, hlavní figura je svou barvou zároveň mluvícím znamením. Autory znaku jsou Ladislav Vrteľ a Tomáš Bruder.

### Vlajka
Vlajka obce sestává z devíti podélných pruhů v barvách bílé (1/9), žluté (1/9), bílé (1/9), modré (1/9), zelené (1/9), modré (1/9), bílé (1/9), žluté (1/9) a bílé (1/9). Vlajka má poměr stran 2:3 a ukončena je třemi cípy, tj. dvěma zastřiženými, sahajícími do třetiny její listu.